# تپه اطراف شهر سوخته ۳۳۳
تپه اطراف شهر سوخته ۳۳۳ مربوط به هزاره سوم قبل از میلاد است و در شهرستان زابل، بخش شیب آب، دهستان لوتک، روستای حومه شهر سوخته، ۱۳/۵ کیلومتری جنوب پایگاه باستان‌شناسی شهر سوخته واقع شده و این اثر در تاریخ ۲۸ اسفند ۱۳۸۵ با شمارهٔ ثبت ۱۸۹۸۵ به‌عنوان یکی از آثار ملی ایران به ثبت رسیده است.